# Xavier: Renegade Angel
Xavier: Renegade Angel ist eine computeranimierte US-amerikanische Fernsehserie. Sie wurde von Vernon Chatman und John Lee geschrieben und produziert. Adult Swim strahlte die insgesamt 20 Folgen von November 2007 bis November 2009 aus. Die surreale Satire dreht sich um den Humanoid Xavier, einen spirituellen Wanderprediger, welcher sich auf die Suche nach höheren Wahrheiten begibt.

## Handlung
Die Handlung ist nonlinear und nur bedingt schlüssig. Die Geschehnisse einer Folge haben selten Konsequenzen für die nächsten. Xavier irrt durch fiktive Orte der Südstaaten und durchlebt verschiedenste, jedoch gleichbleibend bizarre Abenteuer.
Xavier rezitiert Weisheiten unterschiedlicher Glaubenssysteme, vor allen Dingen ethnische Religionen Nordamerikas, und versucht vergeblich, sie zum Gemeinwohl anzuwenden. Zahlreiche Folgen beginnen oder enden mit Szenen, in welchen Xavier in der Wüste meditiert und über pseudointellektuelle, im Grunde belanglose Fragen grübelt.
Er trifft auf zufällige US-Amerikaner, wie Rednecks, Drogendealer oder Punks, welche im Wesentlichen realistische, jedoch völlig überzeichnete Wesenszüge und Überzeugungen haben. Häufig erleben diese Menschen Xavier und seine Lehren als irritierend und aufdringlich, weshalb er periodisch zusammengeschlagen wird. Andere Menschen akzeptieren Xavier als Helfer und Leitfigur, was tragikomische Folgen für alle Beteiligten hat.
Xaviers weltfremde und widersprüchliche Esoterik und Philosophie ist der chaotischen und feindseligen Realität kaum gewachsen. Sein Streben nach Weisheit, Erleuchtung und Harmonie mündet letztlich in übernatürlichen Geschehnissen. Es werden religiöse, soziologische und politische Fragestellungen aufgegriffen. Diese dienen jedoch nur als Mittel, um eine zunehmend absurde und surreale Handlung zu befördern, welche geprägt ist von Fantasiewesen, Halluzinationen und apokalyptischen Katastrophen.
In Rückblenden wird Xaviers Werdegang zum spirituellen Suchenden und Möchtegern-Guru gezeigt. Er absolvierte eine Lehre bei einem Indianer, welcher ihn jedoch ausnutzte und misshandelte. Zudem wird Xaviers Kindheit gezeigt, welche den zutiefst traumatischen Umgang seiner Eltern mit ihm zeigen. Dennoch sind Xaviers Suche nach dem Mörder seines Vaters, sowie seiner verschollenen Mutter die ausschlaggebende Motivation für seine Reise, welche immer wieder in den Mittelpunkt rückt.

## Figuren

### Xavier
Der namengebende Protagonist sämtlicher Folgen. Eine chimärenhafte Kreatur, mit der Figur eines athletischen erwachsenen Mannes, braunem Fell, langem blonden Haar, einem Vogelschnabel, einem braunen und einem hellblauen Auge. Seinen rechten Unterarm ersetzt eine grüne Schlange, welche eigene Gedanken und Motivationen zu verfolgen scheint. Xaviers einziges Kleidungsstück, ein Lendenschurz, verhüllt nicht etwa Genitalien, sondern ein übergroßes Auge.
Xavier wird sowohl von seinem hehren Bestreben nach Spiritualität und Wahrheit geleitet, als auch vom profanen Bedürfnis nach Anerkennung, elterlicher Zuneigung und Sex. In seiner ständigen Selbstdarstellung versucht Xavier, sich als weiser, altruistischer und über den Dingen stehender spiritueller Guru zu inszenieren. In Wirklichkeit ist Xavier eher ein unbedarfter, naiver und geltungssüchtiger Schwätzer, welcher vor allem selbst jene Hilfe braucht, welche er Menschen aufdrängt. Nichtsdestotrotz scheint er auch wahrhaft übernatürliche Fähigkeiten zu haben, welche von Folge zu Folge variieren.

### Guru
Xaviers Lehrer ist ein weiser Guru indianischer Abstammung. Von ihm lernte Xavier spirituelle Tugenden, wie Friedfertigkeit, Naturverbundenheit und Altruismus. Auch seine religiösen und mystischen Kenntnisse wurden Xavier von seinem Lehrer übermittelt. Es ist offensichtlich, dass der verschmitzte und sadistisch veranlagte Guru seinen Schüler lediglich zur eigenen Belustigung ausnutzte, statt ihm tatsächliche Weisheiten und Fähigkeiten beizubringen. Schließlich täuschte er seinen eigenen Tod vor, um Xavier loszuwerden.

### Vater
Der Vater von Xavier ist schon vor Handlungsbeginn unter rätselhaften Bedingungen umgekommen und tritt dementsprechend nur in kurzen Rückblenden auf. Diese Rückblenden sind teils widersprüchlich: einmal stirbt er in einem Autounfall, mehrmals ist hingegen von einem Brandanschlag die Rede. Gemein haben sämtliche Versionen, dass der Vater einen gewaltsamen Tod starb, für welchen er Xavier aus dem Jenseits noch immer verantwortlich macht. Die Konfrontation Xaviers mit dem Mörder seines Vaters (sich selbst) ist schließlich das Finale der ersten Staffel.

### Mutter
Xaviers Mutter erfüllt sämtliche Klischees einer kalten, egoistischen und gleichgültigen Rabenmutter. Sie ist abhängig von Psychopharmaka, süchtig nach Alkohol und anderen Drogen. Sie hatte im Beisein des jungen Xaviers oft Sex mit einer Vielzahl von Männern zugleich und offenkundig sogar mit Tieren. Ihre Geringschätzung für Xavier ging sogar so weit, dass sie ihr ungeborenes Kind von ihrem Arzt foltern ließ, nachdem dieser eine gewünschte Abtreibung ausschloss.
Xavier sehnt sich in der Gegenwart noch immer vergeblich nach mütterlicher Zuneigung und befindet sich auf der Suche nach ihr. Xaviers anhaltende und intensive Sehnsucht nach seiner Mutter hat zunehmend auch inzestuösen Züge. Im Finale der zweiten Staffel und somit der Serie treffen Mutter und Sohn sich schließlich als Patienten einer geschlossenen psychiatrischen Einrichtung.

### Computer
Ein wiederkehrender digitaler Assistent Xaviers, welcher von They-Might-Be-Giants-Mitglied John Flansburgh gespielt wird. Er beantwortet Xaviers Gesuche nach Information, meist jedoch auf verwirrende Weise, unvollständig oder verspätet.

## Themen
Die Serie verlacht auf zynische Weise Weltanschauungen und Überzeugungen, welchen Xavier und episodische Protagonisten anhängen. Weltreligionen, wie das Christentum, der Islam, der Buddhismus werden karikiert und verballhornt. Aber auch politische Strömungen wie die Anarchisten, Hippies, Pazifisten und Umweltaktivisten werden mit surrealer Satire überzeichnet dargestellt.
Exemplarisch für Ton der Serie ist die unsinnige Frage "what doth life": eine von vielen großen Sinnfragen, welchen sich Protagonist Xavier stellt. Sie ist grammatikalisch falsch und semantisch unverständlich, täuscht aber Tiefsinn und philosophische Bedeutsamkeit vor. Die esoterischen Mantras und philosophischen Betrachtungen, welche Xavier wiederholt, werden außerhalb des engen Kontextes, auf welchen sie sich beziehen, als banale und nutzlose Binsenweisheiten dargestellt.
Zusätzlich enthält die Serie viele kontroverse und als Tabu angesehene Sachverhalte, wie institutionellen Machtmissbrauch, Psychopathologie, Polizeigewalt, Migration, Rassismus, die Indianerkriege, Homosexualität, Pädophilie, Inzest, Selbstmord, ohne sich tiefergehend mit ihnen zu befassen.